# Francesco Fontani
Francesco Fontani (Firenze, 23 maggio 1748 – Firenze, 4 dicembre 1818) è stato un filologo, archeologo, numismatico e storico dell'arte italiano.

## Biografia
Nato da una famiglia di condizioni modeste, entrò nel collegio eugeniano, collegio che serviva all'istruzione dei chierici del Duomo e che era stato fondato nel 1435 da Eugenio IV. Qui ricevette una prima formazione in grammatica e retorica da Gaspare Bertelli. In seguito studiò teologia.
A ventiquattro anni, nel 1772, ricevette l'ordinazione sacerdotale. Subito dopo si trasferì a Roma per insegnare grammatica latina e greca nel collegio fiorentino fondato da Bartolomeo Bandinelli. A Roma entrò in contatto con Winckelmann, Agostino Antonio Giorgi, Giovanni Battista Visconti, il padre di Ennio Quirino.
Nel 1774 era a Firenze, chiamatovi su sollecitazione di Scipione de' Ricci. Qui alternò l'insegnamento con l'incarico di segretario di Ricci.
A Firenze svolse attività di studioso frequentando la biblioteca Medicea Laurenziana e la biblioteca Riccardiana.
Alla Riccardiana prese il posto che era stato di Giovanni Lami. Decise quindi di continuare le Deliciae eruditorum, una raccolta di documenti riguardanti principalmente il passato della Toscana, che Lami aveva pubblicato dal 1736 al 1769. Le Novae Deliciae eruditorum furono pubblicate tra il 1785 e il 1793.
Nello stesso periodo, nel 1789 pubblicò l'Elogio del d. Giovanni Lami, a difesa del suo predecessore.
Quando la Toscana fu invasa dai francesi, Fontani appoggiò le nuove idee e aderì alla Società patriottica fiorentina. Divenne anche massone.
Contribuì alla Accademia della Crusca di cui divenne accademico nel 1812, bibliotecario nel 1818 e di "massaio" dal 1815 al 1817.
Nel 1811 la situazione economica dei Riccardi li spinse alla vendita all'asta della loro biblioteca. Riuscì a farla rimanere a Firenze: la biblioteca passò al comune e in seguito allo stato. Nel 1815 gli fu rinnovato l'incarico di bibliotecario, che mantenne fino alla morte.

## Opere
- Viaggio pittorico della Toscana, pubblicato una prima volta nel 1800. La seconda edizione è del 1817 e la terza è stata pubblicata postuma, in sei volumi, nel periodo 1827-34.
- Novae eruditorum deliciae seu veterum ἀνεκδότων opusculorum collectanea, in tre volumi, pubblicati a Firenze nel 1785, nel 1788 e nel 1793.